# Erygia exempta
Erygia exempta är en fjärilsart som beskrevs av Walker 1858. Erygia exempta ingår i släktet Erygia och familjen nattflyn. Inga underarter finns listade i Catalogue of Life.